# 東京安息日
『東京安息日』（とうきょうあんそくび）は、日本のラジオドラマ作品。シナリオバンク、プレイワークス（主宰：岩井俊二）によるプレイワークスプロジェクト・ラジオドラマ第14弾。

## 概要
JFN系『円都通信 -YEN TOWN REPORT-』にて、2006年4月29日から2006年7月15日まで、全12話放送。
脚本を担当した黒木文雄はこれが脚本家デビュー作となる。

## スタッフ
- 原作: 黒木文雄
- 脚本: 尾道幸治・黒木文雄
- 監督: 尾道幸治
- 音楽: 熊谷瞳
- 録音: 宮田睦子
- プロデューサー: 大作昌寿
- 制作: REALWAVE

## キャスト
- 藤平洋子: 尾野真千子
- 仁村光一: 小市慢太郎
- 小沢: 板尾創路
- 藤平直人: 金井勇太
- 京子: 松下好